# 支付宝

中国大陆餐厅摆放着的“欢迎使用支付宝”标识

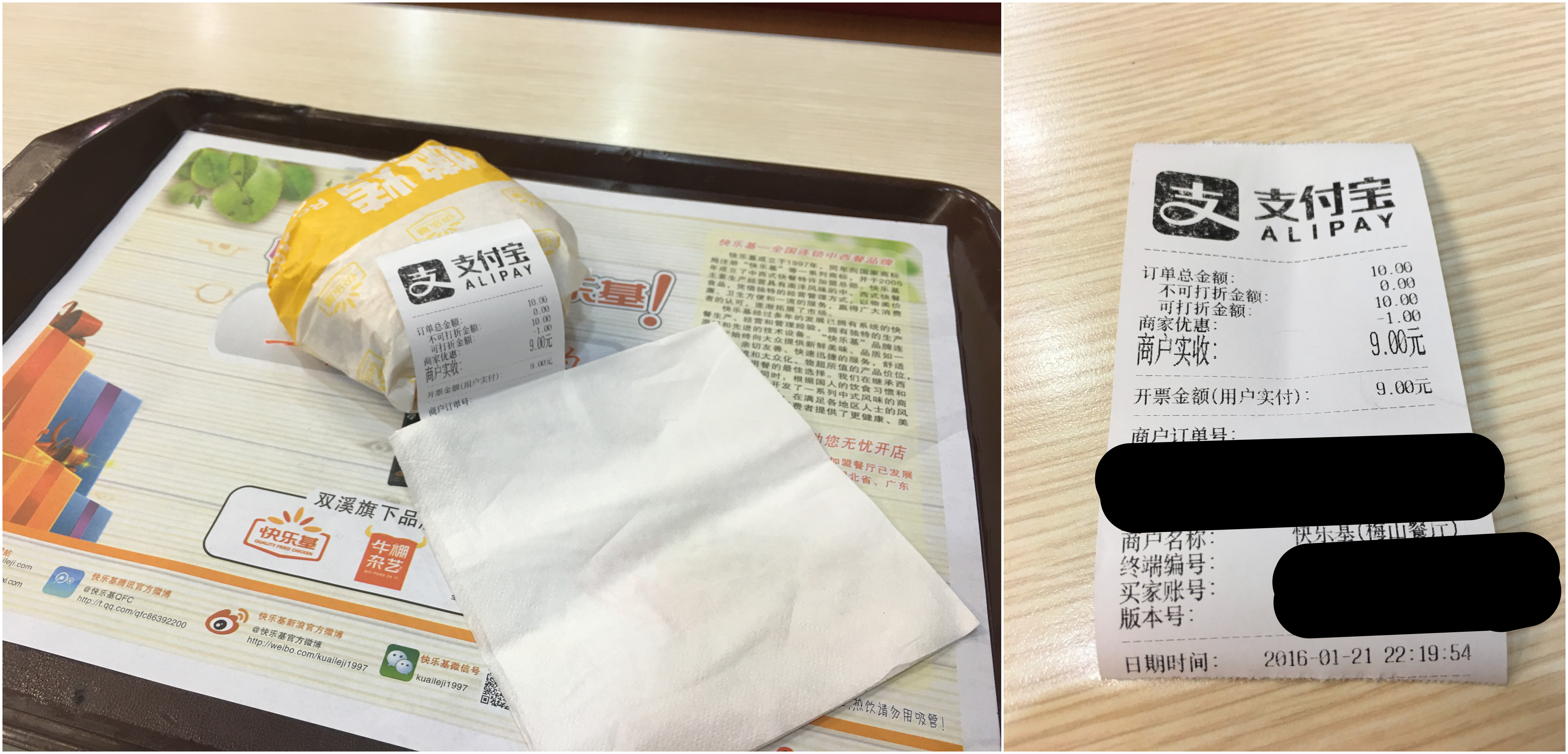
使用支付宝购买的快餐

支付宝是一家总部设在中华人民共和国浙江省杭州市的第三方支付服务平台，于2003年10月15日上线，最初为阿里巴巴集團旗下网站淘宝网的部门，2004年12月8日独立运营，現作为蚂蚁集团的子公司独立于阿里巴巴集团之外。目前，支付宝已经从单一的支付工具发展为提供支付、生活服务、政务服务、社交、理财、保险和公益等多个场景并逐步覆盖全行业的开放性平台。
現今，支付寶為中國大陸最大的独立第三方支付平台，是目前中國大陸的主流付款方式之一，多數中國大陸民眾已將支付寶取代現金或信用卡等交易方式。截至2019年10月，支付宝全球用户量达到12亿，是全球用户量第一的移动支付服务机构，也是全球第二大移动支付服务机构。另根据2020年第一季度的统计，支付宝占据中国大陸第三方支付市场55.40%的份额，且呈现持续增长态势。

## 历史

### 早期历史：淘宝网担保交易工具

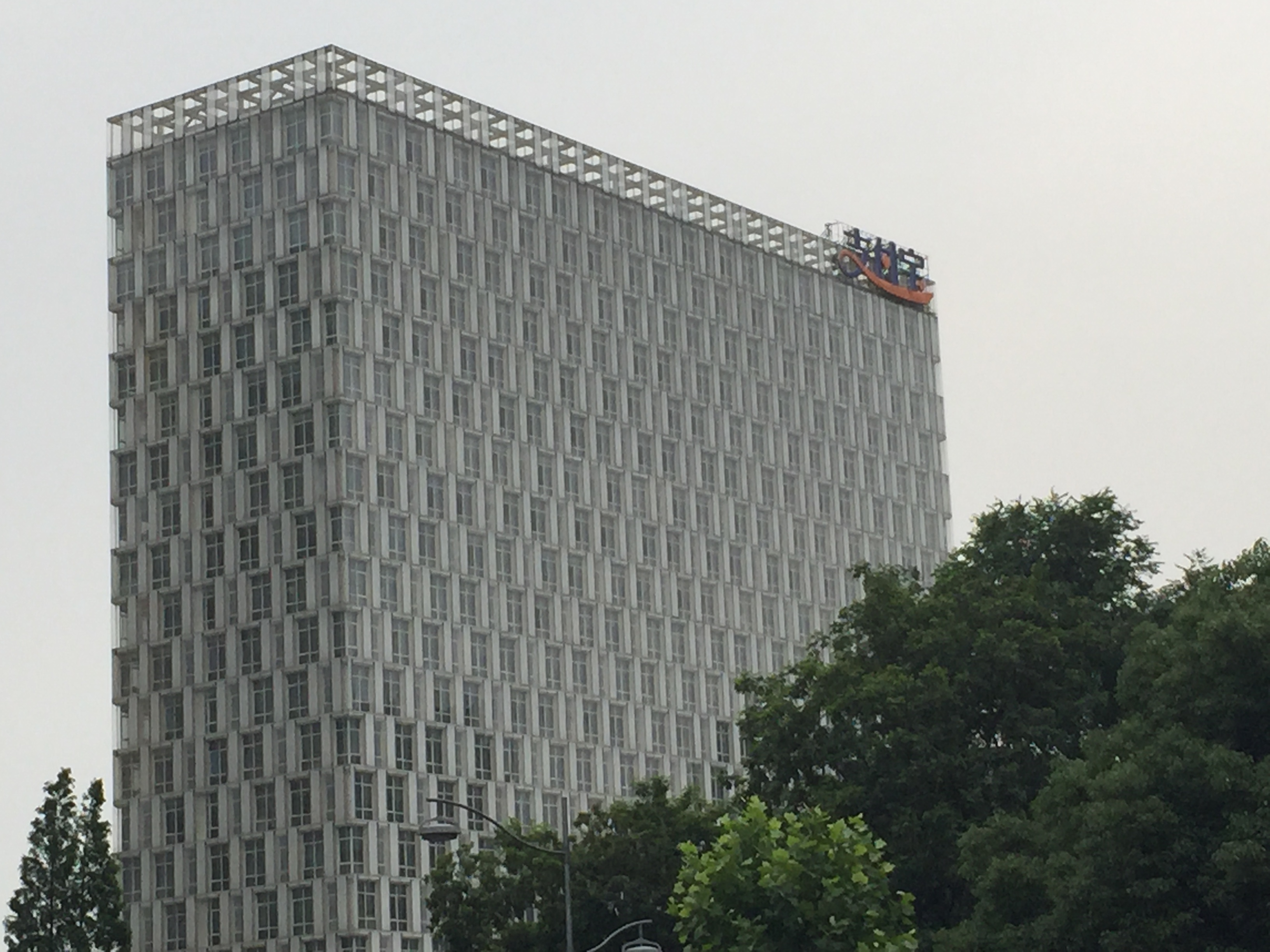
位于杭州的支付宝总部大楼

支付宝最初是為了解決淘宝网交易安全所設的一個功能。在淘宝网推出之初，大部分的交易都是同城进行，即“一手交钱，一手交货”，也有采取银行转账的方式。而为了降低用户受骗的风险，淘宝网鼓励“线上下单，线下成交”的方式，但这一交易方式有很大的局限性。因此，淘宝网需要先在买家和卖家之间建立互相信任的关系，才能得到进一步的发展。为了解决这一问题，淘宝网CEO孙彤宇上网搜集了网络安全支付的资料，还让团队收集信息，了解PayPal的支付方式。后来孙彤宇计划模仿腾讯Q币的模式，开发出“淘宝币”，但二者均行不通。而淘宝社区的买家和卖家也在讨论该问题，之后孙彤宇认为，只要保障用户间的资金安全，就能放心使用淘宝，因此孙彤宇最终搞出了基于担保交易的支付工具。担保交易的具体运作模式为买家下单之后，将钱款打入银行托管的第三方账户（淘宝网的银行对公账户），淘宝收到付款信息后通知卖家发货，在买家收到货物并确认货物与描述相符时，淘宝才把钱打到卖家。这一交易模式曾在阿里巴巴的B2B的交易中尝试过，但由于B2B交易比C2C复杂，且付款和物流方式不同，因此未能在B2B中推广，但淘宝网认为这一交易模式可以在C2C交易中得到应用:13-14。
此后，淘宝团队将基于担保交易的支付工具定名为“支付宝”。这一名字是淘宝团队的阿珂取的，她同时也是淘宝网的取名者。当时了解支付宝的人并不多，因此客服人员接听用户电话时，常有人将“支付宝”听成“吃不饱”:15。据阿里巴巴创始人马云供述，刚启动的支付宝将成为淘宝“最伟大的产品”，可以使“原本不信任的买卖双方，能够通过第三方的担保完成交易”。
早期支付宝的具体工作由淘宝财务部负责，主要人员仅有三人，分别是财务经理、会计员和出纳员，工作空间仅有三张办公桌，每张办公桌摆放一台电脑，以Excel作为日常工作工具:17。当时负责结算的员工需要每天盯着公司的账户，每收到一笔账单都要以手工形式记录，再将汇款信息中备注的淘宝用户账号、订单编号核对通知卖家发货:27。
2003年10月15日，支付宝正式上线运行。当日，正在日本留学的崔卫平将一台9成新的富士数码相机，以750元的价格在淘宝出售。当时就读于西安工业学院的焦振中有意购买该商品，而崔卫平和焦振中也就付款方式进行了讨论。此后，崔卫平在论坛上看到了淘宝推出支付宝支付的信息，认为这一支付方式可以解决信任问题，最终焦振中选择使用支付宝付款。2个小时之后，支付宝诞生了第一笔交易，崔卫平成为支付宝的首位用户。而这笔交易也是一笔跨境交易，其单号为“200310126550336”，这一交易单至今仍然挂在杭州支付宝大楼一楼大厅的墙壁上:16-17。支付宝刚上线时，每日交易额仅有数百元（人民币，下同），每月交易笔数仅30笔:17。2003年10月，中国工商银行为支付宝提供技术支持，当初工行提供网上支付接口。2005年3月，工行与支付宝达成战略合作:30;36。
支付宝推出后，吸引了更多人使用淘宝网购，也解决了支付的瓶颈问题。此后，淘宝网70%以上的產品均选择了担保交易的方式。日后淘宝网决定将担保交易作为“标配”，每笔交易必须采用担保交易模式，由此支付宝的担保交易量迎来了大幅增长:23。

### 业务独立与扩张
2004年9月，陆兆禧进入阿里巴巴工作，成为支付宝首任总裁，上任后开始从事搭建虚拟账户工作，并启动系统升级。在虚拟账户体系建成后，支付寶於2004年12月8日从淘宝网獨立，同时成立「浙江支付宝网络科技有限公司」（2008年1月1日起更名为「支付宝（中国）网络技术有限公司」），由此支付宝正式独立运营。12月29日，支付宝正式上线独立的会员账户体系:32;33;38;40。
2005年2月2日，为更好取得客户信任，支付宝推出“你敢付，我敢赔”计划。用户如在使用支付宝过程中因受骗而造成损失，支付宝将全额赔付。同年7月6日，支付宝公布“你敢付，我敢赔”支付联盟计划，将该计划扩展至所有由支付宝提供支付服务的网站上:22-23。
2006年10月，为了解决支付宝用户付款时“支付失败”的问题，支付宝与中国建设银行合作，推出“支付宝龙卡”，可以将银行账户与支付宝账户实现绑定，付款时可以无需再次跳转到网银。尽管该卡推出后支付成功率提升至85%以上，但由于卡内余额不足，因此支付失败的问题依然存在。之后2010年1月，支付宝与中国银行合作推出“中银淘宝卡”，推出后支付成功率提升至90%以上:82-83。
2007年，为了拓展使用商户与场景，支付宝决定在北京、上海和深圳设立分公司:43。在2010年之前，很多人一直将支付宝视作淘宝网的支付工具，且几乎没有人了解支付宝是一家独立企业，甚至无人知晓支付宝账户的用途。对于普通用户而言，专门登录支付宝网站的人数很少，因此很多人受到这一影响没有设置登录密码。而对于外部商户而言，尽管外部商户拓展速度较之前大大加快，但劝商户使用支付宝并不容易:54-55。
2008年2月27日，支付宝宣布进入无线互联网市场，推出手机支付业务。当时每日每个账户手机短信支付的限额为2000元人民币。
由于支付宝过度追求用户规模和场景拓展，使公司一度忽略了用户价值观，也使得马云在2010年1月22日举行的支付宝公司年会上，对支付宝的用户体验提出了严厉批评。为此在当年，马云决定任命原阿里巴巴首席人才官彭蕾为支付宝CEO，并开始重拾初心，重视用户价值观，此后也成为了支付宝的经营准则:59-60;63;65;73;75。

### 巅峰发展期
2010年7月，时任中国银行行长肖钢访问阿里巴巴集团，并与支付宝CEO彭蕾展开交流，表示未来将合作推出金融创新产品。12月23日，支付宝宣布与中国银行合作，推出信用卡快捷支付，用户仅需一次绑定信用卡即可完成支付，无需事先签约和开通网银。之后支付宝又与建行、工行等合作推出快捷支付。由于审慎考虑，快捷支付最初仅对风险较低的商户开放。而虚拟商品最初并未开放，后来快捷支付业务量上升后，才开始有限度开放。快捷支付的开通提升了持卡人的体验，也提高了支付成功率:90-91。
2011年5月26日，支付宝获得中国人民银行颁发的《支付业务许可证》，成为中国大陆首家具备第三方支付资质的企业。
2013年，支付宝实行“ALL IN无线”战略，宣布重点发展移动端。至2013年底，支付宝钱包成为阿里巴巴重点研发的移动端产品:173-175。
2015年4月22日，支付宝注册地址由杭州迁至上海市浦东新区陆家嘴软件园，但总部员工仍在杭州办公。同年6月，支付宝推出9.0版本，定位为“生活服务平台”，号称“支付宝12年最革命性变化的版本”，并尽可能地丰富使用场景。此次更新新增了“商家”（集合线下餐饮商户）和“朋友”（社交功能）两个页面一级入口，分别替换了旧版的“服务窗”和“探索”:187-188。随着“ALL IN无线”的推进，加上支付宝宣布对电脑端用户转账收取手续费后，支付宝的移动用户数量也大大增加，占比达到70%。据易观国际统计，支付宝月活跃用户数量已经从2015年的第14名上升到2016年的第3名:189。

### 股权改革
2009年6月，馬雲和謝世煌通过浙江阿里巴巴電子商務集團，以1.67億元向集團旗下的Alipay E-commerce Corp.收購支付寶的70%股權（实际上，之所以实行股权转让是因为可以更方便通过中国人民银行的第三方支付机构的备案，若第三方支付机构持有外方股份，则可能无法通过备案）；2010年8月，阿里電商以1.65億元收購支付寶餘下30%權益，馬雲持有浙江阿里巴巴電子商務集團80%股權，謝世煌持有浙江阿里巴巴電子商務集團20%股權:100-101。
2013年11月1日支付寶宣布，筹备中的阿里小微金融服務集團（簡稱小微金服）和阿里巴巴集團的23,810名在職員工，每一位都將獲得小微金服的股份，總共涉及40%的股權，當中包括創辦人馬雲不多於7.3%的持股，而另外60%将引入机构投资者。2014年，筹备中的阿里小微金融服務集團正式定名为蚂蚁金服，由此支付宝成为蚂蚁金服的子公司:105。

## 主要功能
目前，支付宝已经从单一的支付工具发展为集支付、生活服务、政务服务、社交、理财、保险和公益等多个场景为一体的开放性平台。早期支付宝仅提供淘宝网的担保支付服务，此后使用范围逐步扩大拓展使用商户与场景，在2009年推出信用卡还款、公用事业缴费、慈善缴费服务。据2014年一季度统计，支付宝生活类缴费笔数、信用卡还款笔数出现上升趋势。用户可以通过绑定Ⅰ、Ⅱ、Ⅲ类银行卡的方式绑定支付宝，2016年，人民日报提醒支付宝尽量不要绑定Ⅰ类账户。
支付宝上线初期支付方式以网关支付为主，同时与线下商户合作，为未开通网上银行的用户提供线下支付服务。由于网关支付成功率低，因此支付宝此后推出“支付宝龙卡”和“中银淘宝卡”，并于2010年合作推出快捷支付服务。目前，快捷支付成为支付宝用户主流的支付方式。
此外支付宝还推出固定面值的「支付宝卡」，目前中国内地已停止发行「支付宝卡」，而香港于2016年10月13日停止销售。
支付宝亦提供转账和提现功能。2013年12月4日起，支付宝PC端转账服务开始收取手续费，但在移动端仍为免费。2016年10月12日起，支付宝对个人用户超出基础免费额度（终身累计上限20000元）的提现收取0.1%服务费。在用完基础免费额度后，用户还可以使用蚂蚁积分兑换更多免费提现额度。2016年12月，为配合中国人民银行要求，支付宝升级了转账系统，为用户提供实时到账、普通到账和次日到账等多种转账方式。该系统于2018年8月再次升级，如用户执行转账，选择24小时后到账后发现被骗，并在第一时间报警后，用户被骗的资金可原路退回。
支付宝信用卡还款收费，自2019年2月21日宣布由免费变为收取服务费，执行日期为2019年3月26日起。支付宝提供每人每月2000元的免费额度，超出2000元的金额，依0.1%收取服务费。
2024年8月20日，支付宝公司宣布，将再次延长收钱码免费提现期限，此次延长后的截止日期是 2025 年 9 月 30 日。另外，使用支付宝的小微商户 (指通过平台接入支付宝支付的商家) 的服务手续费继续提供九折优惠，适用对象包括小微企业、个体工商户以及有经营行为的个人。用户可以登录「支付宝商家中心」，按照指引提交信息并确认即可。

### 红包
支付宝于2015年1月26日上线红包功能，初期红包分为个人红包、接龙红包、群红包和面对面红包四种。2016年1月，央视宣布与支付宝合作，在2016年中国中央电视台春节联欢晚会推出“咻红包”互动。支付宝用户在收看春晚时打开支付宝的“咻一咻”功能，即可参与现金总额1亿元的拼手气红包。同时在特定时间内集齐5张福卡的用户可以平分一个价值超过2亿元的超级大红包。此外支付宝还推出了中文口令红包、讨红包、随机红包和男女红包等玩法。
此外支付宝自2017年12月圣诞节起推出“天天领红包”活动，用户可每天领取一次线下消费红包。2018年6月19日起，支付宝用户参与天天领红包活动的同时，还有机会随机获得余额宝消费红包。

### 集分寶
集分寶是支付寶的一項延伸貨幣，适用于支付宝合作商户网站（淘宝网、天猫等）交易和支付宝网站指定的业务场景（如信用卡还款、公共事业缴费等）。1集分寶相當於0.01元。支付寶會員可以通過淘寶网購物、合作商家簽到、完成支付寶任務等方式獲取。用戶在支付時可直接用集分寶支付部分或全額貨款，并且無支付限制。

### 余额宝
余额宝是支付宝推出的资金管理服务，用户使用支付宝余额通过余额宝购买基金产品，资金可随时转入转出，收益每日结算。截至2013年7月13日，余额宝产品发布仅一个月时，其资金规模已超过百亿元，账户数目超过400万户。余额宝发布时仅支持天弘基金的增利宝（现已改名为天弘余额宝货币）货币基金，天弘基金拥有6个月排他期，所收管理费95%归支付宝所有。
2018年5月4日，余额宝增加博时、中欧基金公司旗下的“博时现金收益货币A”、“中欧滚钱宝货币A”两只货币基金产品。

### 退税
2014年7月14日，支付宝宣布与Global Blue（环球蓝联）合作，推出海外购物消费退税服务。中国消费者在海外购物退税时，可选择将所退税款直接存入支付宝，最快10个工作日到账。

### 电子证件
2016年10月，深圳交警与支付宝合作，推出“电子驾驶证”服务。
2018年4月17日，支付宝推出由公安部第一研究所可信身份认证平台（CTID）认证的“居民身份证网上功能凭证”。此前支付宝已与全国各城市合作，推出电子社保卡、电子居住证、电子行驶证和电子营业执照等电子证件。
2018年9月28日，江苏省人民政府宣布与支付宝合作，在“江苏政务”小程序中提供电子结婚证登記服務。

### 生活服务及生活号
2015年4月，支付宝上线“城市服务”入口，为用户提供车辆违法、出入境、公交查询、驾驶证、机动车信息，以及小客车摇号、生活缴费、诊疗挂号和路况服务，此后又提供了“新生儿重名查询”等功能。截至2017年11月，中国大陆已有364个城市、县域通过支付宝为民众提供政务服务，累计服务超过2亿人。
此外，支付宝提供了“生活号”平台，入驻的服务提供者可以通过此平台对用户进行信息推送、服务输出、交易场景打通和会员关系管理。2017年8月30日，支付宝宣布公開生活号平台。

### 小程序
支付宝小程序于2017年9月启动内测，2018年9月正式上线，为支付宝上的“极简服务工具”。截至2018年9月，支付宝已提供2万多款小程序，用户数量达3亿，其中每日活跃用户達1.2亿。

### 生物识别支付
2014年12月，支付宝为iPhone用户提供指纹支付功能，而此前支付宝已经在华为Mate7、三星GALAXY S5等型号上推出指纹支付功能。
2017年5月，支付宝启动“刷脸”支付内测，之后支付宝表示将在合作伙伴的门店上线。同年11月，支付宝为iPhone X用户提供Face ID支付服务。
2018年10月26日，华为在Mate 20系列发布会上宣布支付宝支持华为手机的面部识别支付服务。

### 乘车码
2016年起，支付宝开始在中國大陸布局“扫码乘车”服务。截至2018年10月，已有超过120个城市支援以支付宝乘坐公交、轮渡和地铁付款。

### 车牌付
2018年1月，支付宝宣布推出“车牌付”，车主仅需将车牌与支付宝绑定，在驶入高速公路收费站时会自动收費（类似于ETC收费）。目前该功能只適用於河南省和陕西省部分收费站。

## 用户规模
| 年份           | 用户数     | 备注                               |
| -------------- | ---------- | ---------------------------------- |
| 2007年9月1日   | 5000万     |                                    |
| 2007年底       | 6000万左右 |                                    |
| 2008年5月      | 8000万     |                                    |
| 2008年8月31日  | 1亿        |                                    |
| 2009年7月6日   | 2亿        |                                    |
| 2010年3月14日  | 3亿        |                                    |
| 2018年3月31日  | 8.7亿      | 支付宝及其全球合资伙伴年活跃用户数 |
| 2018年11月28日 | 9亿        | 全球用户数                         |
| 2019年10月     | 12亿       | 支付宝及其全球合资伙伴年活跃用户数 |

## 使用

### 境外个人用户
根据中国人民银行颁布的《非银行支付机构网络支付业务管理办法》，自2016年7月1日起，网络支付服务需要实名登记后才能使用。而支付宝把5月20日作为实名的最后期限，支付宝用户需要有效身份证件及用戶本人的中国大陆銀行賬戶才能完成实名认证。未完成实名認證的，帳戶內的餘額則會被凍結。此举对使用余额付款的境外用户造成一定的影响，但使用其他方式付款则不受影响。不过，螞蟻金服正計劃向中国監管部門申請延遲實施「網絡支付戶口實名制」，并嘗試取得香港、韓國和印度等亞太市場的營業牌照，同時亦正為境外用戶研究更低成本的支付方式。2016年8月26日，支付宝获得由香港金融管理局签发的支付牌照，获准在香港合法经营。
支付宝已經允许除中国大陆以外的用户注册使用，港澳台及海外用户可以使用非+86電話號碼注册。港澳臺人士可以在中国大陆的银行开设人民币借记卡绑定，即可儲值及提款。另有一個特殊的方式是因為其不限制收款功能，利用這個機制，旅客透過任意中國當地人現金交換，請對方將錢打入自己支付寶的帳戶，也就可以進行後續消費。除以上方法外，亦可通過現金购买支付宝卡，再充值消费（2016年被“港币增值服务”取代）。中银香港和建设银行（亚洲）等8家境外银行发行的信用卡已推出支付宝快捷支付业务。
2019年開始，進一步簡化境外用戶利用中國支付寶的功能，在面向外地遊客的「支付寶海外版」裡面推出Tour Pass（TourCard），則不再需要中國銀行卡。TourCard為支付寶和上海銀行合作，經註冊後透過臨時銀行預付卡，可以使用海外信用卡儲值，適合短期訪問使用，每次增值最低100元人民幣，使用後（有效90日）的任何剩餘的資金會在到時候退還，但因無實名認證只能線下消費。
2023年，支付宝宣布支持绑定境外银行卡，已经支持主流的境外银行卡组织发行的银行卡Visa、Mastercard、Diners Club、Discover 。而在使用上也与国内用户同步，在可以用支付宝消费的地方都能用。

### 境外商户

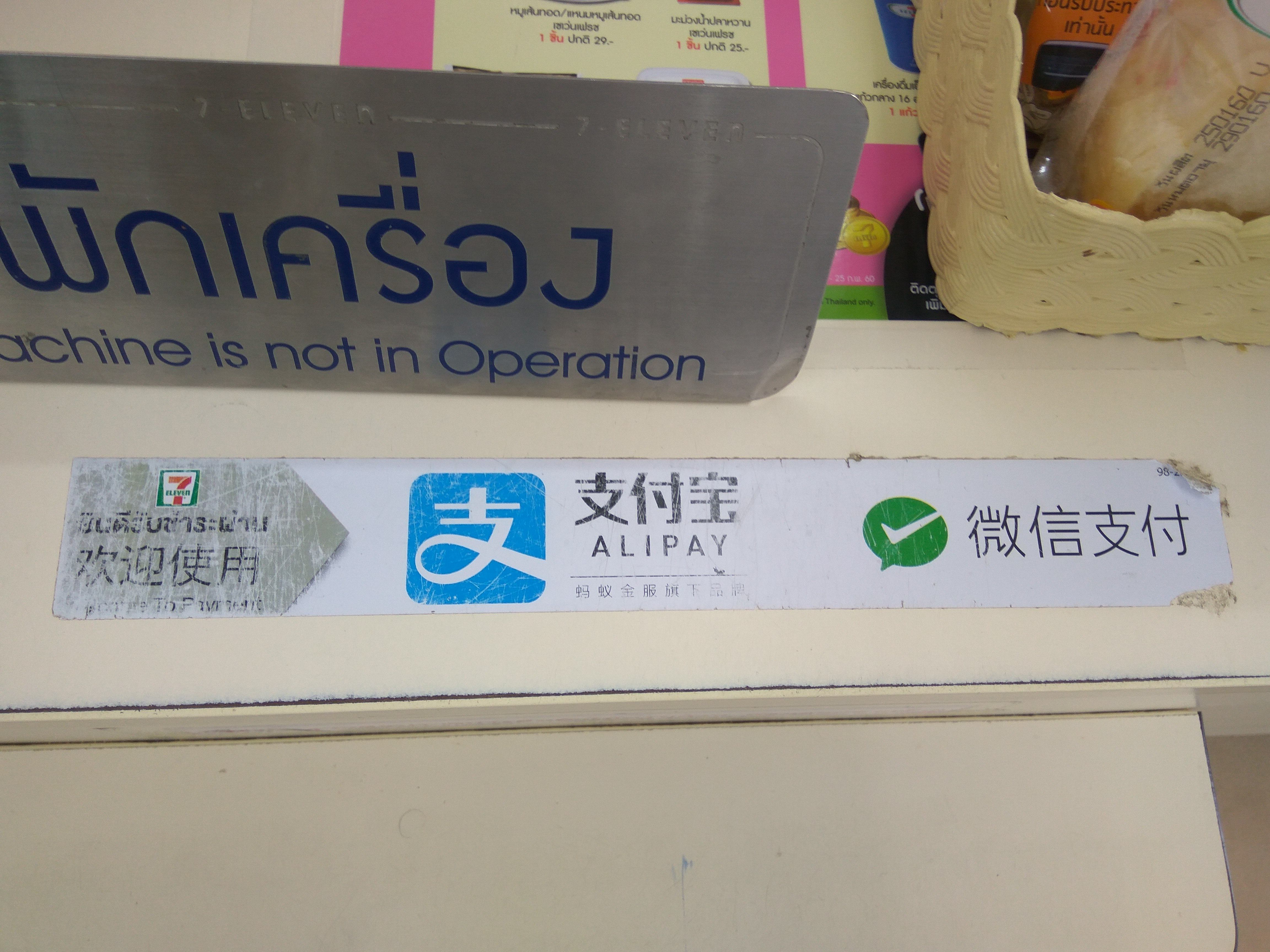
泰国一家7-Eleven便利店结账处张贴的支付宝支付标识

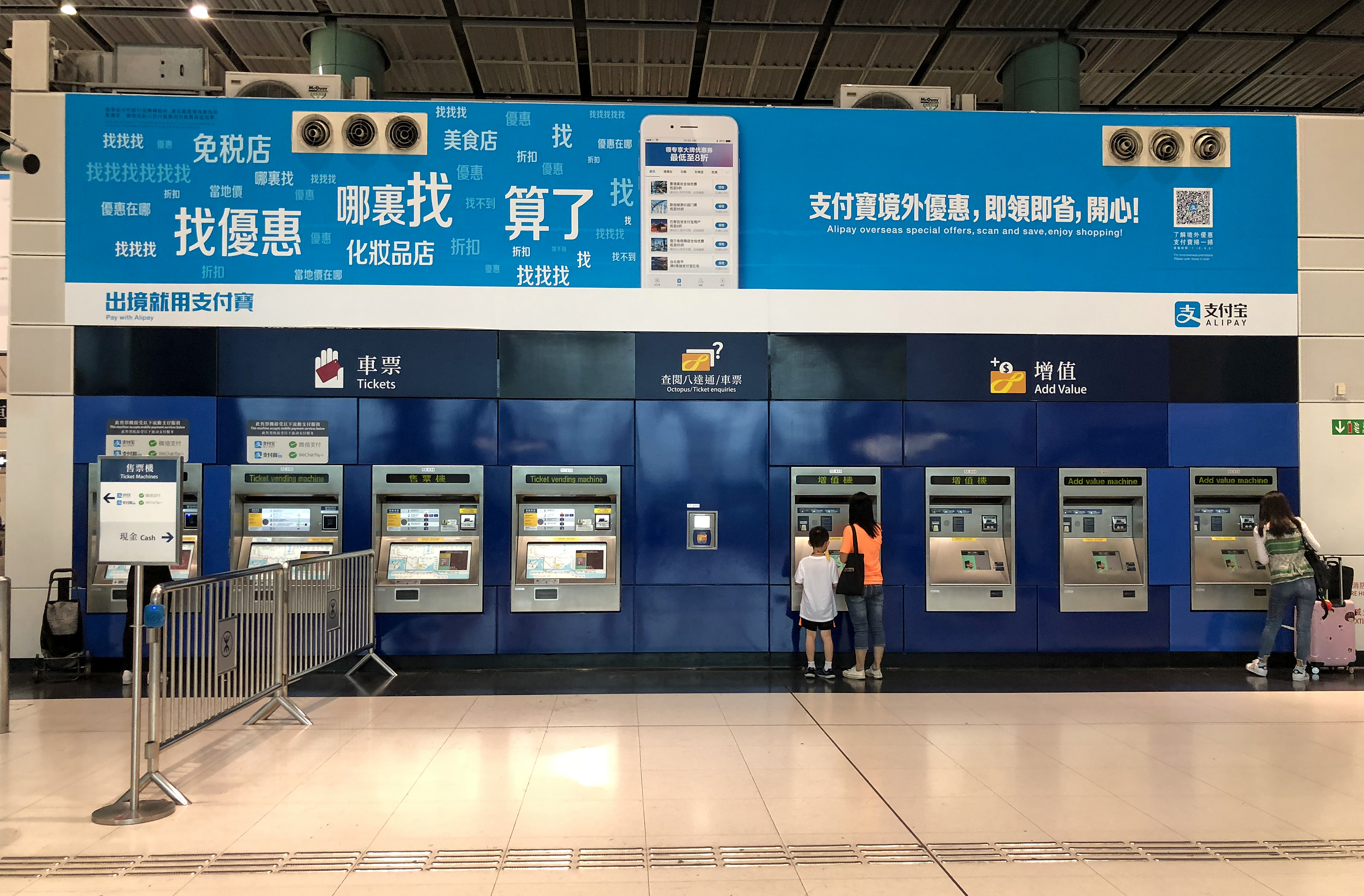
港铁落马洲站悬挂的的支付宝境外优惠宣传广告

截至2017年12月，支付宝服务范围已经覆盖到除中国大陆以外的36个国家和地区。每年12月12日，支付宝的海外商家亦会同步进行“支付宝1212全球狂欢节”活动，同时为中国游客推出“支付宝价”和中文服务。
- 日本商户2015年开始与支付宝合作目前共有3.8万商户接受以支付宝進行付款[80]。2019年1月底起日本全家（Family Mart）便利店的1.7萬家店開始支持支付寶和微信支付，另有長途巴士、保險公司和販賣機等陸續引進，MiniStop也從3月15日起在全日本近2200家店引進了支付寶和微信支付，富士山上的登山小屋也已經支援支付寶。[81]
- 德国Rossmann 2017年4月全面支援以支付宝進行交易[82]。
- 马来西亚2017年5月7-11大馬私人有限公司與支付寶開始合作，是马来西亚首間與支付寶合作的零售商，未來亦會拓展至其母公司成功集團旗下的其他子公司，如星巴克、U Mobile、肯尼羅傑斯餐館（英语：Kenny Rogers Roasters）和科士威（Cosway）、大馬成功酒店和度假村[83]。
- 新加坡长诚支付2017年8月與支付宝签署合作协议，在新推广支付宝離線支付服务[84]。
- 美國支付宝在2017年与第一数据公司（英语：First Data）合作，计划在全美超过400万商户提供支付宝服务[85][86]。2017年，支付宝与SnapPay达成合作，允许用户使用支付宝付款。
- 加拿大至2017年共有700多个商户接受支付宝[87][88]。加拿大航空也宣布允许用户在北美区、香港区网站时使用支付宝支付机票预定费用[89]。

### AlipayHK
AlipayHK（支付寶香港，前稱：「支付寶HK」）为支付宝在香港推出的本地化付款平台，其獨立手機應用程式於2017年5月25日正式登陸香港，用戶使用香港手機號碼註冊並連結香港信用卡或使用現金增值到帳戶後，即可以在全港超過2,000個零售商戶消費，消費者只需要掃描商戶展示的二維碼即可完成付款。支付寶港澳臺區總經理李詠詩表示下一步即將新增P2P功能。
2017年9月，長江和記實業與螞蟻金融組成策略夥伴聯盟，雙方成立合資企業Alipay Payment Services (HK) Limited共同運營支付寶HK，雙方各佔50%股權。
2019年3月1日起，AlipayHK推出“大灣區跨境支付服務”，AlipayHK用户可在粵港澳大灣區9座内地城市的部分商户直接消费，无需提前换汇。
2019年7月，AlipayHK获准可在中国内地全国通用，其移动支付服务使用范围将由粤港澳大湾区逐步扩展到全国其他地区，是首个在全国范围开通服务的香港电子钱包。
2020年9月，AlipayHK向螞蟻集團旗下的Antfin (HK) Holding配發股份，令螞蟻集團持股增至60%，長江和記實業降至40%。
2021年1月，AlipayHK推出二維碼付費乘車服務的易乘碼（EasyGo），可於港鐵使用（香港輕鐵、港鐵巴士除外）。
2021年2月7日，九龍巴士部分路線和富裕小輪今起啟用AlipayHK等移動支付。
2021年，螞蟻集團在AlipayHK的持股增至80%，長江和記實業降至20%。。同年，支付寶香港參與了香港政府消費券計劃。
2021年6月8日，香港政府公布香港消費券計劃選定了包括AlipayHK在內的四個指定儲值支付工具讓市民分期領取5,000元消費券。
2023年6月1日，「一碼通深港」正式推出，香港和深圳用戶可使用深圳通、支付寶香港和支付寶任何一個應用程式，透過掃描乘車碼付款來乘坐兩地的巴士、深圳地鐵及港鐵。

### 支付寶澳門地區服務
2019年9月18日，「支付寶澳門」服務開通，初期只適用淘寶購物，並使用澳門幣結算。
2019年11月14日，開通實體商店購物及支付服務。
2021年1月，「支付寶澳門」服務加入 “聚易用Simple Pay”，於同年2月8日同步開通該服務。
2021年9月23日，支付寶澳門地區服務用戶可在香港地區的商戶中消費，首階段率先開通超過2.5萬家香港商戶。
2023年8月11日，“聚易用＋”服務推出，新增澳門巴士乘車碼功能。
2024年4月25日，澳門巴士乘車碼功能開放供中國大陸及香港（AlipayHK）用戶使用。

## 技术与安全
早期支付宝的技术架构为“烟囱型”，即每个业务都像独立的“烟囱”，彼此没有关联。2006年，支付宝技术团队认为，“烟囱型”架构无法支持支付宝的未来发展，因此必须将架构分布化，建立底层服务架构。2007年10月，支付宝系统升级，实现了系统的“交易服务化”。但这一系统也存在问题，当时支付宝的账务数据库还没有分拆，所有交易都通过虚拟账户進行。一旦核心账务系统出问题，支付宝所有业务都会宕机，且需要花很长时间才能恢复数据库（这一问题在2010年的双十一促销活动得以体现）。2013年，支付宝完成了云平台系统的搭建，其中间件、数据库、大数据平台均为自主研发，确保了双十一促销活动的顺畅运行。目前支付宝正在研发其第四代架构，其特点为“数据开放、互联、全球化”:115-119。
在安全方面，用户使用支付宝付款时，用户终端机与支付宝服务器之间的连接使用128位SSL加密通信，同时拥有VeriSign签发的数字证书。同时，支付宝还研发了智能实时風險控制系统（CTU），可以对每笔交易进行8个维度的风险检测，确保每一笔交易是可信的。如果系统判断是用户本人操作，则无需验证；反之则需要验证，如无法通过验证系統则自动关闭交易，防止给用户造成损失:226-230。另外支付宝的登录密码和支付密码均设有输入限制，如输入错误账户将被锁定。
在赔款方面，2005年2月2日，为更好取得客户信任，支付宝推出“你敢付，我敢赔”计划。用户如在使用支付宝过程中因受到诈骗而造成损失，支付宝将全额赔款；同年7月6日，支付宝公布“你敢付，我敢赔”支付联盟计划，将该计划扩展至所有由支付宝提供支付服务的网站上。2017年7月26日，蚂蚁金服CEO井贤栋宣布，支付宝再推出“你敢扫，我敢赔”保障计划。若商家的收钱码被恶意更換，用户损失的资金也可通过保险公司進行索償:22-23。

## 爭議事件

### 支付寶事件
雅虎在2011年披露支付寶已經被轉移到馬雲的私人公司，並稱自己毫不知情，結果导致美国的雅虎股东对雅虎提起诉讼，稱为“支付宝事件”。7月29日，阿里巴巴集团、雅虎和软银宣布就支付宝股权转让事件正式签署协议，支付宝的控股公司承诺在上市时給予阿里巴巴集团一次性的现金回报。

### 官微嘲讽WP用户事件
2015年初，支付宝在苹果手表发布后不久便發布特製之客户端。然而此时支付宝的Windows Phone客户端已经有8个月未更新，功能缺失十分严重，由此引发WP用户抱怨，但支付宝官方没有任何表示，且转发微博疑似嘲笑WP用户“你们为什么选择1%的生活？”。虽然其迅即删除此条微博，仍引发大量用户谩骂其为“支付婊”，在其官方新浪微博下留下20万条不满评论。

### 被連接未知子賬戶
2015年10月，有網民指出自己实名认证信息下多出了5个未知账户，事件傳開后其他網民表示自己的支付宝也出现同樣情況。這些子賬戶被連接时并无任何通知，且无法自行移除。支付宝官方回应称，这种情况是由于用户自己泄露了隐私信息导致，用户应当保管好自己的信息；移除子账户须联系客服解决；子账户无法用来贷款；若账户被盗产生损失，支付宝会进行赔付。然而支付宝官网则显示用户不需要登录主账户，子账户也可以进行关联认证，只需要知道主账户所有者的身份证号码即可連結，这种关联规则遭到了安全领域专家的质疑。

### 手机应用疑似进行偷拍
2016年2月22日，网民typcn在Twitter发推文称其发现支付宝的Android客户端（当时的版本）存在间隔一定时间后在后台开启拍照和录音功能，并将这些数据上传至支付宝的服务器，间隔的时间长度由服务器下发。他还具体指出了后台拍照的过程使用了Android的相机预览方式，后再从预览缓冲中抓取一帧位图，整个过程没有使用takePhoto进行拍照，在一些强制开启快门声的手机上不会发出快门声。这名网民还对支付宝进行了反编译，发现支付宝的大部分功能都是从服务器上动态加载的，在他公开此事后这些行为都有可能被支付宝關閉。2月23日下午，支付宝在其官方微博上发布《关于支付宝Android版本申请调用权限的说明》的长文对此事做出辟谣，过后typcn也在Twitter对支付宝的辟谣文进行了讽刺性的解释。

### 低俗照片与“支付鸨”事件
2016年11月底，支付宝软件升级到最新版本的用户发现，自己被邀请进了新功能“生活圈”。在已经开放的“生活圈”里，“白领日记”和“大学生日记”的部分用户上传大尺度照片，被网民质疑有些照片涉嫌低俗，引发网民关注。根据支付宝规定，校园日记和白领日记只有特定的女性才可以发布，其他用户可以进行最高200元的“打赏”和点赞，但如果想要评论，蚂蚁信用分必须在750分以上的“优质用户”才可以评论。为此，支付宝方面表示，“圈子”当时处在测试状态，对于发布含有色情等违规言论的行为，圈子管理员有权删除其动态，对账号做禁言，甚至拉黑。有网民也将支付宝讽刺成为了“支付鸨”。11月30日，当时在美国出差的支付宝CEO彭蕾，召集了22位蚂蚁管理团队成员深刻反思，并就此事进行道歉。

### 系统漏洞
2017年1月10日，有网民在支付宝发现漏洞。该漏洞的具体细节是，其他用户若熟知本人的支付宝个人信息后，可以通过“找回密码”功能登录并篡改支付宝密码。对此，支付宝方面回应称，这一方式仅在特定情况下才会出现，目前系统已提高风控系统的安全等级。

### 2017年度账单事件
2018年1月3日，支付宝在其手机应用中推出2017用户个性化年度账单活动，因为支付宝在在中国大陆被广泛使用，此活动在中国大陆一些网络平台引起刷屏热议。同日，律师岳屾山在微博发文称，发现在首次查看账单时活动入口页面中有一行“我同意《芝麻服务协议》”的小字，默认为勾选状态，打开协议发现为支付宝用户与支付宝母公司蚂蚁金服旗下芝麻信用之间的服务协议，涉及用户允许支付宝与第三方共享用户个人信息并知晓风险等内容，而取消同意此协议后用户仍然可以查看年度账单，但如果没注意到，就会在不知情的情况下同意这个协议。此文发布后引发了网络和媒体的关注和争议，同日晚上，芝麻信用官方微博对此回应称解释称“这件事，肯定是错了。本来是希望让用户知道，只有在自己同意的情况下，支付宝年度账单才可以展示他的信用免押内容，初衷没错但用了非常傻逼的方式，愚蠢至极”、“用户信息的获取、沉淀、使用和分享，都会在严格遵守相关法律法规的前提下，做到用户知情和同意，做到不过度采集，更绝不会滥用数据。”同时给出了取消协议的方法并修改了活动的页面，不再默认同意协议。
事后，国家互联网信息办公室网络安全协调局约谈了支付宝（中国）网络技术有限公司、芝麻信用管理有限公司有关负责人。网信办负责人表示，支付宝、芝麻信用收集使用个人信息的方式，不符合中华人民共和国《个人信息安全规范》国家标准，违背了个人信息保护倡议的承诺。公司应严格按照《中华人民共和国网络安全法》的要求，加强对支付宝平台的全面排查，进行专项整顿，切实采取有效措施。对此，蚂蚁金服有关负责人表示，将对支付宝平台全面排查，进行专项整顿，进一步完善平台治理机制。同时将从根本上认真反思和采取切实措施，对蚂蚁金服旗下所有业务板块的隐私保护情况启动自查，避免类似事件再次发生。1月11日，工信部信息通信管理局约谈支付宝企业负责人，要求企业严格遵守相关法律法规，遵循合法、正当、必要的原则收集使用个人信息。

### 与微信支付冲突
2016年6月，沃尔玛与京东宣布达成深度战略合作。目前，沃尔玛是京东的第三大股东，持股比例达到12.1%。与此同时，拥有微信支付的腾讯则是京东第一大股东，持股比例为21.25%。自从入股京东后，沃尔玛变成了腾讯新零售阵营中的一员。自2018年3月15日起，中国大陆多家沃尔玛门店公告显示，门店内暂停使用支付宝，被允许的支付方式只有微信支付、银联卡、预付卡和现金，与此同时，沃尔玛门店还宣布将在近期与微信支付开展满减活动。
2018年2月，腾讯和京东一起入股了步步高，股份占比分别为6%和5%。随后不久步步高被用户曝料暂停使用支付宝，而大力推行微信支付。

### 遭监管部门处罚
从2017年起，支付宝先后三次被监管部门处罚。2017年5月10日，中国人民银行上海总部公布了对支付宝的处罚决定，根据处罚决定书，支付宝因违反相关支付规定被处罚3万元人民币。虽然支付宝未透露被处罚的原因，但此次处罚可能与账户实名制有关。
2018年4月8日，支付宝因在客户权益、产品宣传、个人信息保护三方面存在违规，被中国人民银行杭州中心支行罚款18万元。8月6日，支付宝因“违反支付业务规定”，被中国人民银行上海分行处以412万元的罚款。
2023年7月7日，支付寶被處罰超30億元人民幣。

### “他乡遇故支”广告争议
2018年十一黄金周期间，支付宝在香港悬挂带有「他鄉遇故支」標語的广告，其中「支」字使用了引號，被中国大陆网民批评借意貶低中國遊客，因为“支”字自行联想到“支那”。对此支付宝官方微博回應称，「他鄉遇故支」的「支」是支付寶的「支」，其設計原意是希望每個出境遊玩的中國人「能在異國他鄉偶遇我，偶遇一份溫暖」。同时指出“漢字優美雋永，希望全球能有更多人認識它”。

### 尼泊尔一度禁止使用支付宝
在尼泊尔当地经营的酒店、餐厅等业务的中国商人或中国游客，通常会使用支付宝和微信支付进行结算。但由于支付寶和微信支付尚未在尼泊爾落地，因此这些来自于中国的电子钱包并未在尼泊尔当地注册。这就意味着，尽管消费的发生地在尼泊尔，但实际的支付发生地则发生在中国。因此，这种结算过程等同于绕过了尼泊尔当地的银行交易系统，导致尼泊尔当局无法证明这些交易确实发生在本国境内，也无法将中国游客的消费登记为海外收入。而中国大陆的商人也可以不用缴税，因此造成了逃税风险。为了避免因逃稅而造成的税收损失，2019年5月21日，尼泊尔中央银行宣布禁止在尼泊尔使用支付宝和微信支付。
2020年2月27日，尼泊尔中央银行向支付宝颁发牌照，允许其在尼泊尔境内开展日常运营工作，并授权喜马拉雅银行帮助当地商家接入支付宝在线支付服务。

### 審查制度
2020年8月21日，電子書平台「Readmoo讀墨」宣布結帳方式停用支付寶，原因是支付寶要求平台下架政治敏感書籍。Readmoo讀墨21日在官網上發布新聞，表示金流服務調整，「因目前支付寶要求平台需自行審查、下架政治敏感書籍，為維護讀者『知』與自由選擇的權利，我們將停止支援支付寶，確保閱讀仍然是拓展視角、全面理解世界的途徑之一」。

## 轶闻

### 支付宝同名者
支付宝（1962年7月7日－），山东沂南人，因与中国支付平台“支付宝”同名而受到关注。支付宝姓支，辈分为“付”字辈。“宝”为常用名，寄托了家人的美好愿望。因此取名为“支付宝”。支付宝曾以木匠、磨豆腐为生，后来在村口经营商店。2010年，支付宝的身份证在网络上被广泛传播。2015年12月，湖南电视台邀请支付宝录制《天天向上》节目，起初支付宝担心被骗而拒绝，后来在当地副镇长作证下才同意，并于2016年1月19日录制节目。2016年3月，支付宝称希望见到马云，支付宝公司回应称可以见面，但截至2022年7月仍未见面。